# Ben Sahar
Ben Sahar (hebr. ‏בן שׂהר‎, dawniej ‏בן סהר‎; ur. 10 sierpnia 1989 w Holonie) – izraelski piłkarz posiadający także obywatelstwo polskie. Gra w reprezentacji Izraela. Jego matka jest Polką.
Dzięki polskiemu pochodzeniu matki uzyskał obywatelstwo RP, co umożliwiło mu przejście do Chelsea bez konieczności uzyskania zezwolenia na pracę. Młody piłkarz grał już zarówno w izraelskiej kadrze U-17, U-18 jak i U-21, w 2007 roku zadebiutował w pierwszej reprezentacji Izraela, czym zamknął sobie drogę do reprezentacji Polski.
Do Chelsea trafił w maju 2006 z Hapoelu Tel Aviv za 320 tysięcy funtów, przed zakupem spędził 2 miesiące na badaniach przy Stamford Bridge, które przeszedł pozytywnie. Był wypożyczany do Queens Park Rangers F.C., Sheffield Wednesday F.C. oraz Portsmouth F.C. i De Graafschap. W czerwcu 2009 roku Sahar na zasadzie wolnego transferu przeszedł do Espanyolu. W latach 2010–2012 był wypożyczany, najpierw do Hapoelu Tel Awiw, a potem do AJ Auxerre.19 lipca 2012 r. podpisał kontrakt z Herthą Berlin. Następnie grał w Arminii Bielefeld i Willem II Tilburg. W 2015 przeszedł do Hapoelu Beer Szewa.

## Kariera reprezentacyjna
Ben zadebiutował w narodowej reprezentacji Izraela do lat 21 7 października 2006 r. w zremisowanym z Francją U-21 w meczu playoff eliminacji młodzieżowych mistrzostw Europy.
7 lutego 2007 Sahar w meczu przeciwko Ukrainie zadebiutował w dorosłej reprezentacji Izraela, stając się najmłodszym reprezentantem swojego kraju. 28 marca 2007 strzelił swojego pierwszego gola w kadrze, pokonując bramkarza Estonii, w meczu kwalifikacji do EURO 2008.